# Tongavleerhond
De tongavleerhond (Pteropus tonganus) is een vleermuis uit het geslacht Pteropus.

## Kenmerken
De tongavleerhond is een middelgrote, donkere vleerhond. De schouders zijn lichtgeel, de bek is lang. Mannetjes zijn een stuk groter dan vrouwtjes. De kop-romplengte van een mannetje uit Fiji bedraagt 230 mm, de voorarmlengte 148,9 mm, de tibialengte 73,1 mm, de oorlengte 26,4 mm en het gewicht 570 g. Voor drie vrouwtjes, eveneens uit Fiji, bedraagt de kop-romplengte 185 tot 195 mm, de voorarmlengte 144 tot 145 mm, de tibialengte 67,4 tot 68,8 mm, de oorlengte 25,5 tot 26,8 mm en het gewicht 420 tot 550 g.

## Leefwijze en voortplanting

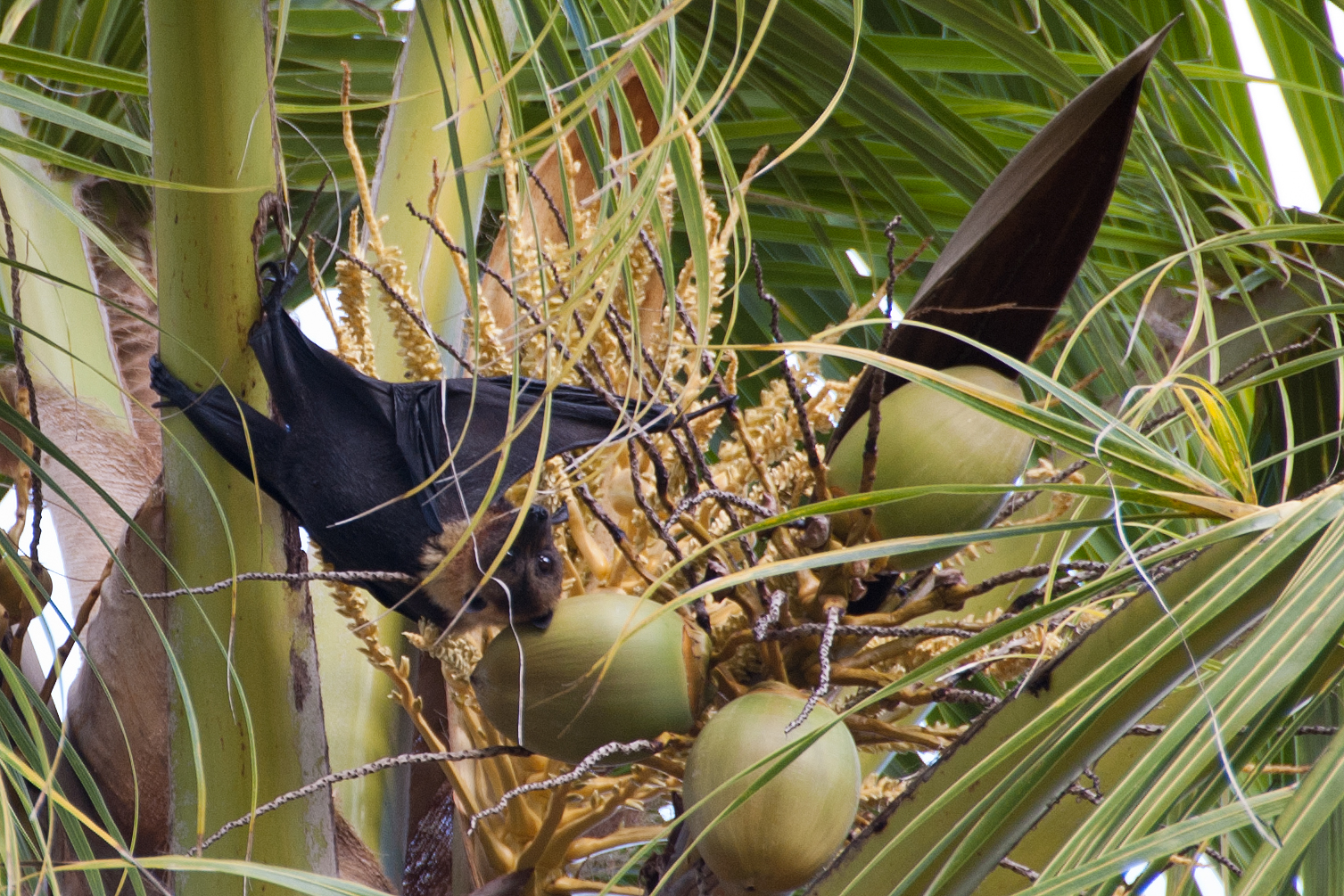
Tongavleerhond voedt zich in een Cocos nucifera

Deze soort eet voornamelijk fruit. In Vanuatu is er onderzoek naar het gedrag van deze soort gedaan. Van september tot januari vormen mannetjes en vrouwtjes gemengde kolonies. Vanaf februari zijn de meeste vrouwtjes zwanger en is het moeilijk om vrouwtjes te vinden. De mannetjes blijven wel in de kolonies. In of voor juni vormen de vrouwtjes kolonies in het binnenland van de eilanden, terwijl de kolonies van de mannetjes dan juist uit elkaar vallen. Van eind augustus tot begin september worden de jongen geboren. Op de Cookeilanden worden de jongen in dezelfde tijd van het jaar geboren, maar in Niue en Samoa gebeurt dat in maart, april of oktober.

## Verspreiding
Deze soort komt voor van de oostelijke Salomonseilanden en Nieuw-Caledonië tot de Cookeilanden, met een geïsoleerde populatie op het eiland Karkar in Papoea-Nieuw-Guinea. Er worden drie ondersoorten erkend: basilicus Thomas, 1915 op Karkar, geddiei MacGillivray, 1860 in het westen van de verspreiding (Salomonseilanden, Vanuatu en Nieuw-Caledonië) en tonganus (sensu stricto) in het oosten (Fiji, Tonga, Niue en de Cookeilanden). De ondersoort basilicus, die slechts van het holotype bekend is, vertegenwoordigt mogelijk P. conspicillatus. De ondersoort geddiei is wat kleiner dan tonganus. De tongavleerhond is verwant aan P. conspicillatus en aan Micronesische soorten als P. mariannus.
De soort is gevonden op de volgende eilanden(groepen): Aitutaki (uitgestorven), Anatom, Aoba, Aore (?), Duffeilanden, Efate, Emae, Erromango, Espiritu Santo, 'Eua, Futuna, Hiu, Karkar, Loh, Maewo, Malaita, Malakula, Mangaia, Manu'a-eilanden, Masueureilanden, Matema, Mota, Mota Lava, Nairai, Namenalala, Nendö, Nieuw-Caledonië, Niue, Nupani, Ofu, Olosega, Ouvéa, Ovalau, Pentecost, Rarotonga, Reefeilanden, Rennell, Makira, Savai'i, Schouteneilanden, Ta'u, Tanna, Taveuni, Tikopia, Tofua, Toga, Tömotu Neo, Tongatapu, Tongoa, Tutuila, Uonukuhahake, Upolo, Ureparapara, Utupa, 'Uvea, Vanikolo, Vanua Lava, Vanua Levu, Vava'u, Viti Levu en Yasawa. Het is mogelijk dat sommige eilandpopulaties het gevolg zijn van introductie door de Polynesiërs, aangezien de tongavleerhond vaak als huisdier wordt gevonden en als zodanig tot in Tahiti is gevonden.